# Andrei Iordan
Andrei Iordan (în kirghiză, Андрей Андреевич Иордан) (n. 22 decembrie 1934 în Klarus, districtul Podlesnovsky, provincia Saratov, Uniunea Sovietică – d. 20 ianuarie 2006 în Bișkek, Kârgâzstan) a fost Secretar de stat al Kârgâzstanului și a servit temporar ca prim ministru al țării între 29 noiembrie 1991 și 10 februarie 1992. ulterior, Iordan a ocupat funcțiile de Ministru al industriilor și afacerilor externe și cea de consilier al Primului ministru al Kârgâzstanului.
| Predecesor: Nasirdin Isanov | Prim ministru al Kârgâzstanului 1991 – 1992 | Succesor: Tursunbek Chyngyshev |